# Stazione meteorologica di Cagliari Elmas
La stazione meteorologica di Cagliari Elmas (in sardo: Istazione meteoròlogica de Casteddu-Su Masu)  è la stazione meteorologica di riferimento per il Servizio meteorologico dell'Aeronautica Militare e per l'Organizzazione meteorologica mondiale, relativa alla città di Cagliari.

## Caratteristiche
La stazione meteorologica si trova nell'Italia insulare, in Sardegna, nei pressi della città di Cagliari, all'interno dell'aeroporto di Elmas, a 1 metro s.l.m. e alle coordinate geografiche 39°14′36.14″N 9°03′36.78″E. Originariamente gestita direttamente dall'Aeronautica Militare, a partire dal 17 giugno 2013 è passata sotto la gestione dell'ENAV.
Oltre ad aver rilevato i dati 24 ore su 24 su temperatura, precipitazioni, umidità relativa, eliofania, direzione e velocità del vento emettendo SYNOP triorari e SYREP giornalieri fino al 17 giugno 2013, quella di Cagliari Elmas fino al gennaio 2012 è stata una delle sei stazioni del Servizio meteorologico dell'Aeronautica Militare su un totale di otto stazioni italiane in cui vengono effettuate osservazioni in quota grazie ai radiosondaggi, con un almeno due lanci di palloni sonda al giorno (alle ore 0 e alle ore 12 UTC); in seguito il servizio di radiosondaggi è stato spostato alla non lontana stazione meteorologica di Decimomannu. Dal 17 giugno 2013 è divenuta una stazione meteorologica aeronautica di terza classe che emette soltanto messaggi METAR. A partire dal 9 agosto 2016 la stazione meteorologica è divenuta di seconda classe con l'emissione di messaggi SYNOP triorari e, dal giorno successivo, ha ricominciato ad emettere i messaggi SYREP giornalieri.

## Medie climatiche ufficiali

### Dati climatologici 1981-2010
In base alla media trentennale di riferimento (1981-2010) per l'Organizzazione meteorologica mondiale, la temperatura media del mese più freddo, gennaio, si attesta a +9,9 °C; quella del mese più caldo, agosto, è di circa +26 °C. Nel medesimo trentennio, la temperatura minima assoluta si attesta ai -4,8 °C del gennaio 1981, mentre la massima assoluta ha fatto registrare i +43,6 °C nel luglio 1983. Mediamente si contano annualmente 60,3 giorni con temperatura massima eguale o superiore ai 30 °C e 4,1 giorni di gelo.
Le precipitazioni medie annue si attestano a 395,3 mm, mediamente distribuite in 61 giorni di pioggia, con modesto picco tra autunno e inverno ed accentuatissimo minimo tra primavera ed estate.
L'eliofania assoluta media annua si attesta a 7,4 ore giornaliere, con massimo di 11 ore medie giornaliere in luglio e minimo di 4,1 ore medie giornaliere in dicembre.
| Cagliari Elmas (1981-2010)         | Mesi        | Mesi        | Mesi        | Mesi        | Mesi        | Mesi        | Mesi        | Mesi        | Mesi        | Mesi        | Mesi        | Mesi        | Stagioni | Stagioni | Stagioni | Stagioni | Anno  |
| Cagliari Elmas (1981-2010)         | Gen         | Feb         | Mar         | Apr         | Mag         | Giu         | Lug         | Ago         | Set         | Ott         | Nov         | Dic         | Inv      | Pri      | Est      | Aut      | Anno  |
| ---------------------------------- | ----------- | ----------- | ----------- | ----------- | ----------- | ----------- | ----------- | ----------- | ----------- | ----------- | ----------- | ----------- | -------- | -------- | -------- | -------- | ----- |
| T. max. media (°C)                 | 14,4        | 15,0        | 17,1        | 19,5        | 23,8        | 28,2        | 31,4        | 31,7        | 27,9        | 23,7        | 18,8        | 15,5        | 15,0     | 20,1     | 30,4     | 23,5     | 22,3  |
| T. min. media (°C)                 | 5,4         | 5,5         | 7,2         | 9,4         | 13,1        | 16,8        | 19,7        | 20,2        | 17,5        | 14,1        | 9,9         | 6,8         | 5,9      | 9,9      | 18,9     | 13,8     | 12,1  |
| T. max. assoluta (°C)              | 21,0 (2002) | 22,4 (2010) | 26,2 (2001) | 28,6 (2006) | 34,6 (2006) | 39,0 (2007) | 43,6 (1983) | 41,4 (1999) | 35,4 (2008) | 31,8 (1999) | 26,4 (2005) | 23,4 (2009) | 23,4     | 34,6     | 43,6     | 35,4     | 43,6  |
| T. min. assoluta (°C)              | −4,8 (1981) | −3,0 (1999) | −2,2 (1998) | −0,4 (1995) | 4,8 (1987)  | 8,8 (1986)  | 12,2 (1991) | 12,6 (1981) | 9,0 (2001)  | 5,0 (2007)  | −2,0 (1998) | −3,4 (1996) | −4,8     | −2,2     | 8,8      | −2,0     | −4,8  |
| Giorni di calura (Tmax ≥ 30 °C)    | 0           | 0           | 0           | 0           | 1,0         | 8,6         | 21,2        | 23,3        | 6,0         | 0,2         | 0,0         | 0,0         | 0,0      | 1,0      | 53,1     | 6,2      | 60,3  |
| Giorni di gelo (Tmin ≤ 0 °C)       | 1,8         | 0,9         | 0,4         | 0,1         | 0,0         | 0,0         | 0,0         | 0,0         | 0,0         | 0,0         | 0,1         | 0,8         | 3,5      | 0,5      | 0,0      | 0,1      | 4,1   |
| Precipitazioni (mm)                | 40,7        | 40,4        | 33,6        | 42,2        | 20,7        | 10,0        | 3,1         | 7,5         | 35,7        | 49,1        | 62,7        | 49,6        | 130,7    | 96,5     | 20,6     | 147,5    | 395,3 |
| Giorni di pioggia                  | 7           | 6           | 6           | 7           | 4           | 2           | 1           | 1           | 5           | 6           | 8           | 8           | 21       | 17       | 4        | 19       | 61    |
| Eliofania assoluta (ore al giorno) | 4,8         | 5,8         | 6,7         | 7,3         | 8,7         | 10,4        | 11,0        | 10,3        | 8,1         | 6,7         | 5,0         | 4,1         | 4,9      | 7,6      | 10,6     | 6,6      | 7,4   |

### Dati climatologici 1971-2000
In base alle medie climatiche del periodo 1971-2000, la temperatura media del mese più freddo, gennaio, è di +9,9 °C, mentre quella del mese più caldo, agosto, è di +25,2 °C; mediamente si contano 4 giorni di gelo all'anno e 46,1 giorni con temperatura massima uguale o superiore ai +30 °C. I valori estremi di temperatura registrati nel medesimo trentennio sono i -4,8 °C del gennaio 1981 e i +43,6 °C del luglio 1983.
Le precipitazioni medie annue si attestano a 428 mm, mediamente distribuite in 61 giorni di pioggia, con minimo in estate e picco massimo in autunno.
L'umidità relativa media annua fa registrare il valore di 72,9 % con minimo di 65 % a luglio e massimo di 80 % a dicembre; mediamente si contano 20 giorni di nebbia all'anno.
Di seguito è riportata la tabella con le medie climatiche e i valori massimi e minimi assoluti registrati nel trantennio 1971-2000 e pubblicati nell'Atlante Climatico d'Italia del Servizio Meteorologico dell'Aeronautica Militare relativo al medesimo trentennio.
| Cagliari Elmas (1971-2000)      | Mesi        | Mesi        | Mesi        | Mesi        | Mesi        | Mesi        | Mesi        | Mesi        | Mesi        | Mesi        | Mesi        | Mesi        | Stagioni | Stagioni | Stagioni | Stagioni | Anno  |
| Cagliari Elmas (1971-2000)      | Gen         | Feb         | Mar         | Apr         | Mag         | Giu         | Lug         | Ago         | Set         | Ott         | Nov         | Dic         | Inv      | Pri      | Est      | Aut      | Anno  |
| ------------------------------- | ----------- | ----------- | ----------- | ----------- | ----------- | ----------- | ----------- | ----------- | ----------- | ----------- | ----------- | ----------- | -------- | -------- | -------- | -------- | ----- |
| T. max. media (°C)              | 14,3        | 14,8        | 16,5        | 18,6        | 22,9        | 27,3        | 30,4        | 30,8        | 27,4        | 23,1        | 18,3        | 15,4        | 14,8     | 19,3     | 29,5     | 22,9     | 21,7  |
| T. min. media (°C)              | 5,5         | 5,8         | 7,1         | 8,9         | 12,4        | 16,2        | 18,9        | 19,6        | 17,1        | 13,7        | 9,3         | 6,6         | 6,0      | 9,5      | 18,2     | 13,4     | 11,8  |
| T. max. assoluta (°C)           | 20,2 (1979) | 22,1 (1978) | 24,5 (1989) | 26,6 (1985) | 34,4 (1997) | 38,6 (1982) | 43,6 (1983) | 41,4 (1999) | 35,0 (1987) | 31,8 (1999) | 25,2 (1987) | 23,2 (1989) | 23,2     | 34,4     | 43,6     | 35,0     | 43,6  |
| T. min. assoluta (°C)           | −4,8 (1981) | −3,0 (1999) | −2,2 (1998) | −0,4 (1995) | 4,8 (1987)  | 8,8 (1986)  | 12,2 (1991) | 12,6 (1981) | 9,6 (1984)  | 5,0 (1974)  | −2,0 (1998) | −3,4 (1996) | −4,8     | −2,2     | 8,8      | −2,0     | −4,8  |
| Giorni di calura (Tmax ≥ 30 °C) | 0           | 0           | 0           | 0           | 0           | 5,3         | 16,5        | 19,2        | 5,1         | 0,0         | 0,0         | 0,0         | 0,0      | 0,0      | 41,0     | 5,1      | 46,1  |
| Giorni di gelo (Tmin ≤ 0 °C)    | 1,8         | 0,8         | 0,4         | 0,1         | 0,0         | 0,0         | 0,0         | 0,0         | 0,0         | 0,0         | 0,1         | 0,8         | 3,4      | 0,5      | 0,0      | 0,1      | 4,0   |
| Precipitazioni (mm)             | 49,7        | 53,3        | 40,4        | 39,7        | 26,1        | 11,9        | 4,1         | 7,5         | 34,9        | 52,6        | 58,4        | 48,9        | 151,9    | 106,2    | 23,5     | 145,9    | 427,5 |
| Giorni di pioggia               | 7           | 7           | 7           | 7           | 4           | 2           | 1           | 1           | 4           | 7           | 7           | 7           | 21       | 18       | 4        | 18       | 61    |
| Giorni di nebbia                | 3           | 3           | 2           | 1           | 2           | 0           | 1           | 0           | 1           | 2           | 2           | 3           | 9        | 5        | 1        | 5        | 20    |
| Umidità relativa media (%)      | 79          | 76          | 74          | 72          | 71          | 67          | 65          | 66          | 70          | 76          | 79          | 80          | 78,3     | 72,3     | 66       | 75       | 72,9  |

### Dati climatologici 1961-1990
In base alla media trentennale di riferimento (1961-1990) per l'Organizzazione meteorologica mondiale, la temperatura media del mese più freddo, gennaio, si attesta a +10,0 °C; quella del mese più caldo, agosto, è di +24,5 °C. Nel medesimo trentennio, la temperatura minima assoluta si attesta ai -4,8 °C del gennaio 1981 (media delle minime assolute annue di -1,3 °C), mentre la massima assoluta ha fatto registrare i +43,6 °C nel luglio 1983 (media delle massime assolute annue di +35,9 °C). Mediamente si contano annualmente 35,5 giorni con temperatura massima eguale o superiore ai 30 °C e 3,4 giorni di gelo.
La nuvolosità media annua si attesta a 3,6 okta giornalieri, con minimo in luglio di 1,5 okta giornalieri e massimo di 4,7 okta giornalieri a febbraio.
Le precipitazioni medie annue sono scarse, superano di poco i 400 mm e sono distribuite mediamente in 62 giorni; presentano un minimo in primavera ed estate e un moderato picco autunnale.
L'umidità relativa media annua fa registrare il valore di 73,3% con minimi a luglio e ad agosto di 65% e massimo di 80% a dicembre.
L'eliofania assoluta media annua si attesta a 7,1 ore giornaliere, con massimo di 10,8 ore giornaliere a luglio e minimo di 4,1 ore giornaliere in dicembre.
La pressione atmosferica media annua normalizzata al livello del mare si attesta a 1015,7 hPa, con massimi di 1017 hPa a settembre e ad ottobre e minimo di 1014 hPa ad aprile.
| Cagliari Elmas (1961-1990)                           | Mesi        | Mesi        | Mesi        | Mesi        | Mesi        | Mesi        | Mesi        | Mesi        | Mesi        | Mesi        | Mesi        | Mesi        | Stagioni | Stagioni | Stagioni | Stagioni | Anno    |
| Cagliari Elmas (1961-1990)                           | Gen         | Feb         | Mar         | Apr         | Mag         | Giu         | Lug         | Ago         | Set         | Ott         | Nov         | Dic         | Inv      | Pri      | Est      | Aut      | Anno    |
| ---------------------------------------------------- | ----------- | ----------- | ----------- | ----------- | ----------- | ----------- | ----------- | ----------- | ----------- | ----------- | ----------- | ----------- | -------- | -------- | -------- | -------- | ------- |
| T. max. media (°C)                                   | 14,2        | 14,7        | 16,1        | 18,4        | 22,3        | 26,6        | 29,6        | 29,8        | 26,9        | 22,8        | 18,2        | 15,1        | 14,7     | 18,9     | 28,7     | 22,6     | 21,2    |
| T. min. media (°C)                                   | 5,7         | 6,2         | 7,2         | 9,1         | 12,3        | 16,1        | 18,6        | 19,1        | 17,0        | 13,7        | 9,5         | 6,8         | 6,2      | 9,5      | 17,9     | 13,4     | 11,8    |
| T. max. assoluta (°C)                                | 21,8 (1962) | 22,1 (1978) | 24,5 (1989) | 26,6 (1985) | 31,2 (1986) | 38,6 (1982) | 43,6 (1983) | 40,8 (1987) | 35,5 (1962) | 30,2 (1964) | 27,2 (1963) | 23,2 (1989) | 23,2     | 31,2     | 43,6     | 35,5     | 43,6    |
| T. min. assoluta (°C)                                | −4,8 (1981) | −2,4 (1964) | −1,6 (1963) | 1,0 (1980)  | 4,8 (1987)  | 8,4 (1962)  | 9,4 (1964)  | 12,6 (1981) | 9,6 (1984)  | 3,8 (1963)  | −1,0 (1988) | −2,8 (1980) | −4,8     | −1,6     | 8,4      | −1,0     | −4,8    |
| Giorni di calura (Tmax ≥ 30 °C)                      | 0           | 0           | 0           | 0           | 0,2         | 4,1         | 12,9        | 14,1        | 4,1         | 0,1         | 0,0         | 0,0         | 0,0      | 0,2      | 31,1     | 4,2      | 35,5    |
| Giorni di gelo (Tmin ≤ 0 °C)                         | 1,6         | 0,8         | 0,3         | 0,0         | 0,0         | 0,0         | 0,0         | 0,0         | 0,0         | 0,0         | 0,1         | 0,6         | 3,0      | 0,3      | 0,0      | 0,1      | 3,4     |
| Nuvolosità (okta al giorno)                          | 4,5         | 4,7         | 4,4         | 4,3         | 3,6         | 2,7         | 1,5         | 1,8         | 2,9         | 3,8         | 4,4         | 4,5         | 4,6      | 4,1      | 2,0      | 3,7      | 3,6     |
| Precipitazioni (mm)                                  | 45,8        | 57,1        | 44,1        | 37,1        | 23,9        | 9,2         | 3,2         | 8,5         | 30,6        | 55,6        | 56,0        | 55,3        | 158,2    | 105,1    | 20,9     | 142,2    | 426,4   |
| Giorni di pioggia                                    | 8           | 8           | 7           | 6           | 4           | 2           | 1           | 1           | 4           | 6           | 8           | 8           | 24       | 17       | 4        | 18       | 63      |
| Umidità relativa media (%)                           | 79          | 77          | 75          | 73          | 71          | 67          | 65          | 65          | 71          | 77          | 79          | 80          | 78,7     | 73       | 65,7     | 75,7     | 73,3    |
| Eliofania assoluta (ore al giorno)                   | 4,4         | 4,8         | 6,0         | 7,1         | 8,7         | 9,6         | 10,8        | 10,0        | 8,2         | 6,4         | 4,9         | 4,1         | 4,4      | 7,3      | 10,1     | 6,5      | 7,1     |
| Radiazione solare globale media (centesimi di MJ/m²) | 742         | 1 015       | 1 494       | 1 903       | 2 355       | 2 588       | 2 709       | 2 392       | 1 852       | 1 299       | 840         | 644         | 2 401    | 5 752    | 7 689    | 3 991    | 19 833  |
| Pressione a 0 metri s.l.m. (hPa)                     | 1 016       | 1 015       | 1 015       | 1 014       | 1 015       | 1 016       | 1 016       | 1 015       | 1 017       | 1 017       | 1 016       | 1 016       | 1 015,7  | 1 014,7  | 1 015,7  | 1 016,7  | 1 015,7 |

### Dati climatologici 1951-1980
In base alla media trentennale di riferimento (1951-1980) per l'Organizzazione meteorologica mondiale, la temperatura media del mese più freddo, gennaio, si attesta a +9,8 °C; quella del mese più caldo, agosto, è di +24,0 °C. Nel medesimo trentennio, la temperatura minima assoluta si attesta ai -3,5 °C del gennaio 1953, mentre la massima assoluta ha fatto registrare i +40,2 °C nel luglio 1978. Mediamente si contano annualmente 26,7 giorni con temperatura massima eguale o superiore ai 30 °C e 3,1 giorni di gelo.
Le precipitazioni medie annue si attestano a 435,4 mm, mediamente distribuite in 63 giorni di pioggia, con moderato picco tra autunno e inverno ed accentuatissimo minimo in estate.
| Cagliari Elmas (1951-1980)      | Mesi        | Mesi        | Mesi        | Mesi        | Mesi        | Mesi        | Mesi        | Mesi        | Mesi        | Mesi        | Mesi        | Mesi        | Stagioni | Stagioni | Stagioni | Stagioni | Anno  |
| Cagliari Elmas (1951-1980)      | Gen         | Feb         | Mar         | Apr         | Mag         | Giu         | Lug         | Ago         | Set         | Ott         | Nov         | Dic         | Inv      | Pri      | Est      | Aut      | Anno  |
| ------------------------------- | ----------- | ----------- | ----------- | ----------- | ----------- | ----------- | ----------- | ----------- | ----------- | ----------- | ----------- | ----------- | -------- | -------- | -------- | -------- | ----- |
| T. max. media (°C)              | 13,8        | 14,2        | 15,9        | 17,9        | 21,9        | 26,1        | 28,9        | 29,1        | 26,4        | 22,2        | 17,9        | 15,0        | 14,3     | 18,6     | 28,0     | 22,2     | 20,8  |
| T. min. media (°C)              | 5,8         | 6,1         | 7,4         | 9,1         | 12,3        | 16,2        | 18,3        | 18,9        | 16,9        | 13,3        | 9,5         | 7,0         | 6,3      | 9,6      | 17,8     | 13,2     | 11,7  |
| T. max. assoluta (°C)           | 21,8 (1962) | 22,1 (1978) | 27,3 (1952) | 26,2 (1970) | 30,4 (1967) | 38,4 (1965) | 40,2 (1978) | 39,4 (1970) | 35,5 (1962) | 30,2 (1964) | 27,2 (1963) | 21,2 (1952) | 22,1     | 30,4     | 40,2     | 35,5     | 40,2  |
| T. min. assoluta (°C)           | −3,5 (1953) | −3,2 (1956) | −2,2 (1956) | 0,0 (1956)  | 3,5 (1960)  | 8,4 (1962)  | 9,4 (1964)  | 12,4 (1956) | 9,6 (1971)  | 3,8 (1963)  | 0,2 (1975)  | −2,8 (1980) | −3,5     | −2,2     | 8,4      | 0,2      | −3,5  |
| Giorni di calura (Tmax ≥ 30 °C) | 0           | 0           | 0           | 0           | 0,1         | 3,0         | 10,2        | 10,7        | 2,7         | 0,0         | 0,0         | 0,0         | 0,0      | 0,1      | 23,9     | 2,7      | 26,7  |
| Giorni di gelo (Tmin ≤ 0 °C)    | 1,4         | 1,0         | 0,4         | 0,0         | 0,0         | 0,0         | 0,0         | 0,0         | 0,0         | 0,0         | 0,0         | 0,3         | 2,7      | 0,4      | 0,0      | 0,0      | 3,1   |
| Precipitazioni (mm)             | 46,2        | 53,0        | 45,4        | 35,5        | 29,3        | 10,0        | 2,8         | 8,6         | 30,7        | 59,3        | 54,1        | 60,5        | 159,7    | 110,2    | 21,4     | 144,1    | 435,4 |
| Giorni di pioggia               | 8           | 7           | 7           | 6           | 4           | 2           | 0           | 1           | 4           | 7           | 8           | 9           | 24       | 17       | 3        | 19       | 63    |

### Dati climatologici 1931-1960
In base alle medie climatiche 1931-1960, la temperatura media del mese più freddo, gennaio, è di +10,2 °C (contro i +10,0 °C della media 1961-1990) mentre quella del mese più caldo, luglio, si attesta a +24,5 °C (contro i +24,1 °C di luglio e i +24,5 °C di agosto delle medie 1961-1990); la temperatura media annua fa registrare il valore di +17,0 °C (contro i +16,5 °C della media 1961-1990).
Mediamente si contano 3 giorni di gelo all'anno e 88 giornate in cui si registrano precipitazioni, anche se inferiori alla soglia di 1 mm del giorno di pioggia.
| Cagliari Elmas (1931-1960)   | Mesi | Mesi | Mesi | Mesi | Mesi | Mesi | Mesi | Mesi | Mesi | Mesi | Mesi | Mesi | Stagioni | Stagioni | Stagioni | Stagioni | Anno |
| Cagliari Elmas (1931-1960)   | Gen  | Feb  | Mar  | Apr  | Mag  | Giu  | Lug  | Ago  | Set  | Ott  | Nov  | Dic  | Inv      | Pri      | Est      | Aut      | Anno |
| ---------------------------- | ---- | ---- | ---- | ---- | ---- | ---- | ---- | ---- | ---- | ---- | ---- | ---- | -------- | -------- | -------- | -------- | ---- |
| T. max. media (°C)           | 14,3 | 14,8 | 16,8 | 18,9 | 22,0 | 27,5 | 30,3 | 30,0 | 27,5 | 23,5 | 19,1 | 15,5 | 14,9     | 19,2     | 29,3     | 23,4     | 21,7 |
| T. min. media (°C)           | 6,0  | 6,5  | 8,3  | 10,0 | 13,0 | 16,0 | 18,6 | 18,6 | 18,0 | 14,5 | 10,2 | 7,5  | 6,7      | 10,4     | 17,7     | 14,2     | 12,3 |
| Giorni di gelo (Tmin ≤ 0 °C) | 2    | 1    | 0    | 0    | 0    | 0    | 0    | 0    | 0    | 0    | 0    | 0    | 3        | 0        | 0        | 0        | 3    |
| Giorni di pioggia            | 9    | 9    | 11   | 10   | 7    | 5    | 1    | 1    | 4    | 8    | 11   | 12   | 30       | 28       | 7        | 23       | 88   |

## Temperature estreme mensili dal 1946 ad oggi
Nella tabella sottostante sono riportati i valori delle temperature estreme mensili registrate presso la stazione meteorologica dal 1946 ad oggi. Nel periodo esaminato, la temperatura minima assoluta ha toccato i -4,8 °C nel gennaio 1981, mentre la massima assoluta ha raggiunto i +44,6 °C nel luglio 2023.
| Cagliari Elmas (1932-2023) | Mesi        | Mesi        | Mesi        | Mesi        | Mesi        | Mesi        | Mesi        | Mesi        | Mesi        | Mesi        | Mesi        | Mesi        | Stagioni | Stagioni | Stagioni | Stagioni | Anno |
| Cagliari Elmas (1932-2023) | Gen         | Feb         | Mar         | Apr         | Mag         | Giu         | Lug         | Ago         | Set         | Ott         | Nov         | Dic         | Inv      | Pri      | Est      | Aut      | Anno |
| -------------------------- | ----------- | ----------- | ----------- | ----------- | ----------- | ----------- | ----------- | ----------- | ----------- | ----------- | ----------- | ----------- | -------- | -------- | -------- | -------- | ---- |
| T. max. assoluta (°C)      | 21,8 (1962) | 23,0 (2014) | 27,3 (1952) | 28,6 (2006) | 34,6 (2006) | 39,0 (2007) | 44,6 (2023) | 41,8 (2012) | 39,0 (1946) | 33,4 (2023) | 27,2 (1963) | 23,4 (2009) | 23,4     | 34,6     | 44,6     | 39,0     | 44,6 |
| T. min. assoluta (°C)      | −4,8 (1981) | −3,2 (1956) | −2,2 (1956) | −0,4 (1995) | 3,5 (1960)  | 8,4 (1962)  | 9,4 (1964)  | 12,4 (1956) | 9,0 (2001)  | 3,8 (1963)  | −2,0 (1998) | −3,4 (1996) | −4,8     | −2,2     | 8,4      | −2,0     | −4,8 |

## Medie climatiche aerologiche ufficiali
Nelle tabelle sottostanti sono riportate le medie climatiche registrate dalla stazione aerologica fino al 1960.

### Valori medi delle altezze in metri geopotenziali fino al 1960
| Cagliari Elmas                     | Gen   | Feb   | Mar   | Apr   | Mag   | Giu   | Lug   | Ago   | Set   | Ott   | Nov   | Dic   |
| ---------------------------------- | ----- | ----- | ----- | ----- | ----- | ----- | ----- | ----- | ----- | ----- | ----- | ----- |
| Altezza media (m gp) a 40 hPa      | 21840 | 21810 | 21980 | 21900 | 22250 | 22380 | 22440 | 22490 | 22300 | 22140 | 21890 | 21840 |
| Altezza media (m gp) a 60 hPa      | 19330 | 19290 | 19390 | 19430 | 19620 | 19720 | 19810 | 19840 | 19720 | 19530 | 19330 | 19290 |
| Altezza media (m gp) a 100 hPa     | 16110 | 16090 | 16150 | 16180 | 16380 | 16510 | 16650 | 16630 | 16500 | 16320 | 16150 | 16070 |
| Altezza media (m gp) a 150 hPa     | 13550 | 13520 | 13570 | 13600 | 13790 | 13940 | 14120 | 14110 | 13970 | 13800 | 13610 | 13530 |
| Altezza media (m gp) a 200 hPa     | 11710 | 11710 | 11750 | 11760 | 11970 | 12120 | 12280 | 12280 | 12160 | 11980 | 11800 | 11720 |
| Altezza media (m gp) a 300 hPa     | 9120  | 9130  | 9140  | 9140  | 9340  | 9470  | 9550  | 9590  | 9500  | 9350  | 9200  | 9100  |
| Altezza media (m gp) a 400 hPa     | 7170  | 7170  | 7180  | 7180  | 7330  | 7440  | 7520  | 7540  | 7470  | 7350  | 7230  | 7150  |
| Altezza media (m gp) a 500 hPa     | 5570  | 5570  | 5580  | 5580  | 5700  | 5780  | 5840  | 5850  | 5800  | 5700  | 5620  | 5550  |
| Altezza media (m gp) a 600 hPa     | 4210  | 4210  | 4210  | 4210  | 4300  | 4370  | 4410  | 4420  | 4380  | 4310  | 4240  | 4190  |
| Altezza media (m gp) a 700 hPa     | 3010  | 3020  | 3010  | 3010  | 3090  | 3130  | 3160  | 3170  | 3140  | 3090  | 3040  | 2990  |
| Altezza media (m gp) a 800 hPa     | 1950  | 1960  | 1950  | 1950  | 2000  | 2040  | 2050  | 2060  | 2040  | 2010  | 1970  | 1940  |
| Altezza media (m gp) a 850 hPa     | 1460  | 1470  | 1460  | 1470  | 1510  | 1520  | 1530  | 1540  | 1530  | 1530  | 1480  | 1450  |
| Altezza media (m gp) a 900 hPa     | 1000  | 1000  | 990   | 980   | 1030  | 1040  | 1050  | 1050  | 1050  | 1060  | 1000  | 990   |
| Cagliari Elmas                     | Gen   | Feb   | Mar   | Apr   | Mag   | Giu   | Lug   | Ago   | Set   | Ott   | Nov   | Dic   |
| Altezza media (m gp) in tropopausa | 10600 | 10870 | 10510 | 10490 | 11560 | 12250 | 13280 | 13480 | 12640 | 11830 | 11190 | 10590 |
| Altezza (m gp) al suolo            | 1     | 1     | 1     | 1     | 1     | 1     | 1     | 1     | 1     | 1     | 1     | 1     |

### Valori medi delle temperature in quota fino al 1960
| Cagliari Elmas             | Gen   | Feb   | Mar   | Apr   | Mag   | Giu   | Lug   | Ago   | Set   | Ott   | Nov   | Dic   |
| -------------------------- | ----- | ----- | ----- | ----- | ----- | ----- | ----- | ----- | ----- | ----- | ----- | ----- |
| T media (°C) a 40 hPa      | −54,3 | −57,6 | −54,5 | −52,9 | −51,7 | −50,8 | −51,7 | −51,1 | −51,8 | −54,3 | −58,7 | −57,8 |
| T media (°C) a 60 hPa      | −57,0 | −58,8 | −56,8 | −55,1 | −54,4 | −55,3 | −55,8 | −54,6 | −55,3 | −57,0 | −59,8 | −59,0 |
| T media (°C) a 100 hPa     | −57,6 | −58,5 | −57,2 | −56,1 | −55,8 | −57,2 | −61,1 | −60,7 | −59,6 | −60,0 | −60,3 | −58,5 |
| T media (°C) a 150 hPa     | −56,0 | −56,9 | −54,6 | −54,3 | −56,0 | −57,2 | −57,0 | −58,0 | −59,4 | −59,5 | −58,8 | −57,8 |
| T media (°C) a 200 hPa     | −57,6 | −58,5 | −56,2 | −55,3 | −57,6 | −56,4 | −51,1 | −52,9 | −56,4 | −57,8 | −57,6 | −56,8 |
| T media (°C) a 300 hPa     | −48,2 | −48,3 | −48,1 | −47,2 | −43,9 | −40,8 | −37,2 | −37,7 | −39,8 | −43,4 | −46,9 | −48,8 |
| T media (°C) a 400 hPa     | −34,7 | −34,4 | −33,6 | −33,2 | −28,4 | −25,0 | −22,2 | −21,9 | −23,9 | −28,0 | −32,1 | −35,7 |
| T media (°C) a 500 hPa     | −22,8 | −22,7 | −21,5 | −21,1 | −16,5 | −13,0 | −9,8  | −10,2 | −11,8 | −16,1 | −19,9 | −22,8 |
| T media (°C) a 600 hPa     | −13,2 | −13,4 | −12,0 | −11,6 | −6,9  | −3,4  | −0,3  | −0,8  | −2,6  | −7,0  | −10,2 | −13,1 |
| T media (°C) a 700 hPa     | −5,6  | −5,9  | −4,5  | −3,8  | 0,8   | 4,8   | 7,8   | 8,2   | 5,1   | 0,0   | −3,0  | −5,8  |
| T media (°C) a 800 hPa     | −0,1  | 0,0   | 1,3   | 2,1   | 7,6   | 10,9  | 14,0  | 15,2  | 11,5  | 6,3   | 2,6   | −0,2  |
| T media (°C) a 850 hPa     | 2,3   | 2,0   | 4,0   | 4,8   | 10,6  | 13,9  | 16,7  | 18,0  | 13,8  | 9,1   | 5,2   | 2,4   |
| T media (°C) a 900 hPa     | 4,9   | 5,0   | 6,5   | 7,5   | 12,9  | 16,3  | 19,4  | 20,5  | 16,6  | 12,0  | 8,0   | 5,2   |
| Cagliari Elmas             | Gen   | Feb   | Mar   | Apr   | Mag   | Giu   | Lug   | Ago   | Set   | Ott   | Nov   | Dic   |
| T media (°C) in tropopausa | −59,0 | −60,5 | −58,1 | −56,5 | −58,0 | −58,4 | −57,9 | −58,9 | −59,5 | −59,6 | −59,1 | −58,3 |
| T media (°C) al suolo      | 10,1  | 10,7  | 12,9  | 14,1  | 17,8  | 21,9  | 24,5  | 25,1  | 23,1  | 18,6  | 14,0  | 11,2  |